# Distrito de Szeghalom
El distrito de Szeghalom (húngaro: Szeghalmi járás) es un distrito húngaro perteneciente al condado de Békés. Capital es Szeghalom.

## Municipios
El distrito tiene 4 ciudades (en negrita) y 3 pueblos (población a 1 de enero de 2012):
- Bucsa (2055)
- Füzesgyarmat (5665)
- Kertészsziget (379)
- Körösladány (4582)
- Körösújfalu (537)
- Szeghalom (9115) – la capital
- Vésztő (6680)